# Campeonato Europeu de Ginástica Artística de 2007
O Campeonato Europeu de Ginástica Artística de 2007 teve suas competições femininas realizadas em conjunto com as masculinas, na cidade de Amsterdã, nos Países Baixos.

## Eventos
- Individual geral masculino
- Solo masculino
- Barra fixa
- Barras paralelas
- Cavalo com alças
- Argolas
- Salto sobre a mesa masculino
- Individual geral feminino
- Trave
- Solo feminino
- Barras assimétricas
- Salto sobre a mesa feminino

## Medalhistas
| Evento                       | Ouro                    | Prata                  | Bronze                                       |
| Masculino                    |                         |                        |                                              |
| Individual geral detalhes    | RUS Maxim Deviatovski   | GER Fabian Hambüchen   | RUS Yuri Ryazanov                            |
| Solo detalhes                | ESP Rafael Martinez     | FRA Thomas Bouhail     | GER Matthias Fahrig GRE Eleftherios Kosmidis |
| Cavalo com alças detalhes    | HUN Krisztian Berki     | GBR Daniel Keatings    | ROU Robert Seligman                          |
| Argolas detalhes             | UKR Olexander Vorobyov  | BUL Jordan Jovtchev    | ITA Andrea Coppolino                         |
| Salto sobre a mesa detalhes  | RUS Anton Golotsutskov  | FRA Raphael Wignanitz  | NED Jeffrey Wammes                           |
| Barras paralelas detalhes    | SLO Mitja Petkovšek     | RUS Nikolai Kryukov    | NED Epke Zonderland                          |
| Barra fixa detalhes          | GER Fabian Hambüchen    | SLO Aljaž Pegan        | ITA Igor Cassina                             |
| Feminino                     |                         |                        |                                              |
| Individual geral detalhes    | ITA Vanessa Ferrari     | ROU Sandra Izbasa      | UKR Alina Kozich                             |
| Salto sobre a mesa detalhes  | ITA Carlotta Giovannini | GER Oksana Chusovitina | RUS Anna Grudko                              |
| Barras assimétricas detalhes | UKR Daria Zgoba         | ROU Steliana Nistor    | RUS Ekaterina Kramarenko                     |
| Trave detalhes               | RUS Yulia Lozhecko      | ROU Sandra Izbasa      | GRE Stefani Bismpikou ROU Steliana Nistor    |
| Solo detalhes                | ITA Vanessa Ferrari     | GBR Elizabeth Tweddle  | UKR Alina Kozich                             |

## Quadro de medalhas
| Ordem | País          | Medalha de ouro | Medalha de prata | Medalha de bronze |    |
| ----- | ------------- | --------------- | ---------------- | ----------------- | -- |
| 1     | Rússia        | 3               | 1                | 3                 | 7  |
| 2     | Itália        | 3               |                  | 2                 | 5  |
| 3     | Ucrânia       | 2               |                  | 2                 | 4  |
| 4     | Alemanha      | 1               | 2                | 1                 | 4  |
| 5     | Eslovénia     | 1               | 1                |                   | 2  |
| 6     | Espanha       | 1               |                  |                   | 1  |
| 6     | Hungria       | 1               |                  |                   | 1  |
| 8     | Roménia       |                 | 3                | 2                 | 5  |
| 9     | Grã-Bretanha  |                 | 2                |                   | 2  |
| 10    | Bulgária      |                 | 1                |                   | 1  |
| 10    | França        |                 | 1                |                   | 1  |
| 12    | Países Baixos |                 |                  | 2                 | 2  |
| 13    | Grécia        |                 |                  | 1                 | 1  |
| TOTAL | TOTAL         | 12              | 12               | 13                | 37 |